# 永平 (柔佛)
永平，是马来西亚柔佛州西北部的一个城镇，隶属于永平县议会，行政上則隸屬於峇株巴轄縣。其管辖面积为126.8平方公里，人口于2010年为61,014。该镇北临拉美士，东临居銮，南临峇株巴辖，西临麻坡，占据峇株巴辖县的东部城镇。 
当地主要為福州籍華人，故又有“小福州”、“福州城”的稱號。1950年代緊急狀態時期，為在馬來亞全國各地隔絕馬共份子，英殖民政府在全國設有華人新村以集中華民，永平在當時以新村狀態成立。

## 歷史

### 命名由來
根据记载，永平本名和盛港（Hoe Seng Kang），通称港跤(脚)（POJ：káng-kha，福建話及潮州話為「港口」之意），所以永平初始名字音譯称为「Kangkar」，也就是内河港口的意思，是当时最早到永平的潮州人所取得名字。之后在新港路建好以后，新港就被称为「Kangkar Bahru」。永平正式授名主要是因为在當時的衛生環境很差，由於缺乏維生素，腳氣病成了一個常見的病，加上瘧疾横行及時常發生老虎襲擊村民的事件。基於這种种的原因，村民们开始把這個地方改名為「永平」，取其“永遠平安及和平”之意。
根据潮州籍老侨民胡亚辇1958年11月1日公开叙述，在1895年，农历三月二十三日，妈祖诞辰日那天，村民们把這個地方重新命名為“永平港”，盖寓义为复兴以来四十余年间，都得平安无恙，希望永远如此，故取名永平。
1898年7月25日，新加坡《叻报》第六版刊出新闻：「永平港地区老虎出没，吞噬伤害40-50条人命」。这条新闻的出现同时印证了永平港名字的存在。

### 開拓時期
永平在港主制度時代是由潮州籍人士所開闢，當時的港主名為「巫許亚魯」(Boo Koh Ah Loo)，永平至今保有一條「阿魯路」（Jln. Ah Looh，坐標：2°00′59.4″N 103°03′21.5″E / 2.016500°N 103.055972°E）以紀念這位永平開拓先贤。在19世紀末时峇株巴轄也有不少港主是姓「巫許」的，與巫許家族有關的地方，還有永順利港、巴力安尼、麻坡老巫許等地方。巫許家族的祖籍源出自廣東省潮州饒平县平溪乡，在新馬這一支，原是潮籍土生華人家族，據說他們先輩當初從新加坡前來永平擔任港主。港主制度廢除后，他們的家族成员有的又回到新加坡，如今多已改為許姓。 
另一方面，根据1958年11月1日，老侨民胡亚辇在永平老人院对各界的公开宣示，本坡先有「和盛港」（后称「马九港」），由潮州人许亚矮（白話字：khóu à-ói） 率先入港开拓，并于1848年从和盛港分出，在今天之永平亚鲁律地方，大量种植甘蜜、胡椒。然而，迁地开垦不久，却因不堪自然灾害无情打击，人口死亡激增，开发被迫中断一个时期。
随后，许亚矮之亲属，潮人巫许亚鲁，饶平县平溪镇上社村南厝园人到来本坡，大胆冒烟瘴虎乱之险，披荆斩棘，作大规模开发之后，地方发展渐渐上了轨道。
金秋（黄敬修？）1941年5月28日在南洋商报发表“永平简史”，文中提到永平开港之第一潮人是许蚬。相信许亚矮是名字，许蚬为其号，故乃是同一人。是否真的如此，诸君可以进一步考证。
馬來西亞國家檔案館编号：「J/SUK13,Keterangan Membuka Kebun Gambir & Lada Hitam Johor No 47」的文件里，记载1887年7月3日，Bookoh Ah Loo, 也就是巫许亚鲁取得港契，并受委永平港港主。
之前，学者许云樵1961年的研究已经证实：巫许亚鲁是永平港和永平新港的港主。
根据柔佛国家档案局资料，1884年，廣府人梅洪杰（粵拼：mui4 hung4 git6），俗称梅老三，来到拉美士路四英里，彼咯河（Sg. Bekok）旁开拓马九港，种植甘密和胡椒。梅洪杰被委任为港主。马九港过去曾稱為和盛港，與1847年潮人巫许亚矮到过的相信是同一段地方。
2001年，新山南方学院进行柔佛潮人拓荒种植田野调查。研究队伍来到永平采集历史口述资料。老居民黄瑞美透露，永平亚依淡路三英里地方，过去曾有过一个谢厝港，由一位叫「谢亚五」的代理港主打理港内事务。
根据安焕然老师拜托新山华族历史文物馆馆长徐达维，2022年6月从新山政府档案局取得的一份编号：「3447-1916 CLM004」的资料，佐证了1916年永平（老港和新港）的港主是「许順明」（白話字：khóu sŭng-mêng）。许顺明是开埠先贤巫许亚鲁的第四儿子。一般推论，巫许顺明于1907年接过港主职位，直到1917年，港主制度结束为止。
邱炳顺曾回忆，港主巫许亚鲁曾住在永平大桥附近。那间屋子早已经不复存在，但他还记得那个位置。黄瑞美生前曾经屡次指出，港主的大厝就在巴力亚旺回教堂现在的位置。 
港主第四儿子许順明的女儿「许賽花」（亚鲁的孙女，白話字：khóu sài-hue）如今已经过世，过去住在永平第八巷，嫁给海南人龙道泉（已逝），其儿子、孙子都搬迁到新山居住。 
港主第六儿子巫许順祿（白話字：khóu sŭng-lo̍k）的儿子潮廣、潮發也已经往生，其后人目前居住在永平和巴都巴辖。 
巫许亚鲁的玄孙许劍平（耀务）1941年在永平出世。他爸爸旭奎(1906-1964, 守凯独子，出世后被送回中国抚养，成年后再回到永平生活），母亲杨桂花（2004年去世）。
他们兄弟姐妹数人都在永平出世，1950年緊急狀態時，居民从老街场搬去新村时，他们曾短时期住在红毛山路。1953年，他们举家搬到新加坡发展。
许剑平目前已经退休，过去在新加坡从事京果杂货生意。他和哥哥耀政（已于2022去世）每年清明节都会回去永平扫墓。港主亚鲁本人、儿子家忠（长子）、顺禄（第六儿子）、长孙子守凯、四媳妇刘月兰（顺明夫人）都安葬于永平中华义山。
根据郑光明在英文海峡时报文章，港主亚鲁1907年去世，享寿76岁。
港主巫许亚鲁原本安葬于永平新村里密士集路（旧称Tanghak），约于1967-68年间，由村人协助迁葬至目前的永平中华义山。
港主第四儿子巫许顺明接任其永平港和新港两地港主职位，当年他仅25岁。
巫许亚鲁墓碑上的名字是巫许敦至。根据2022年8月的考据，巫许亚鲁号敦至或敦志，也有人唤他做巫许六鲁。他的曾孙许少贤如今居住在饶平县平溪镇。少贤是亚鲁第三儿子顺德的孙子，他的爸爸是潮昌。
根据少贤的说法，家乡的人一向都知晓在南洋，人家唤他的曾祖作亚鲁，不过他在家乡的本名是敦至，大家都熟悉。当年，亚鲁在南洋发迹后，回去乡下设立的祠堂也叫敦至宗祠。
另外一方面，今天的永平居民许木顺（许远楮之孙）透露，他年轻时经常协助其父许永添到坟场造墓。巫许敦至1973年新修的墓地乃出自其父之手。他说，爸爸生前屡次提起，那座风水就是港主亚鲁的墓位
这项新的考据，解决了亚鲁和敦至两个名字上的疑惑。
根据报章资料，巫许顺明（亚鲁第四儿子）于1942年在永平麻坡路三公司躲避战乱时去世，享年50岁。可惜，其确实埋葬地点至今还在考据中。 
港主许亚鲁胞侄许荣轩、远楮两人，年轻时曾鼎力辅佐港主亚鲁发展永平。据资深永平记者已故黄敬修报导，荣轩先生也是1927年，老街场平群学校的联合发起人。1950年间，永平新村设立后，荣轩先生居住在永平学校律二巷六号，后于1958年去世，享年82岁，安葬在永平中华义山。 
在潮州人以后移入的第二批華人則是海南人，约在1874年一名海南籍種植承包商连同其屬下来到永平，并在1900年于永平老街場的小山崗上搭建了一間亞答屋，當作同鄉會會所。1920年代又有另一批海南籍人士擴大組織，把同鄉會易名為「瓊州會館」。 
在1905年至1920年代末期，开始有福州、福清、古田等閩東人；泉漳一代的福建人；潮州人；海南人；廣府人，等籍人士來到永平发展橡胶种植业，各籍貫人士聯合在永平巴力亞旺（Parit Awang）開種廿五英畝的瑞美山及八十英畝的永興園，為橡胶種植業的發源地。
另外，离永平往巴罗路7英里处，有一个小村落叫“新港”（Kangkar Baru）。根据历史学者许云樵1961年的考据，19世纪中期，同一批开拓“永平港“的潮州籍拓荒者，沿着河流来到永平新港，大事栽种甘蜜和胡椒。由于永平港开发在先，所以被称为老港，后来新开发的地方就称为新港。
巫许亚鲁同时是永平新港港主。许云樵1961年的研究证明这一点。
1950年，紧急法令实施后，沿着永平巴罗路的几个华人小村落，六英里、九英里都被殖民地政府号令集中搬迁到目前坐落在7英里处的新村。我国独立后，永平新港新村逐渐繁荣起来。巴罗路四英里的居民则迁往永平新村。
独立前，永平新港有条街叫阿鲁路（Jalan Alu）， 以纪念当年开发永平和永平新港的同一个潮州港主巫许亚鲁。根据邱炳顺村长回忆说，当时，那条路的路口还置有阿鲁路的中英文路牌。不过，不知何故，后来村民慢慢地把该路唤作梁路，可能是该路可以通往巴罗梁站之故。久而久之，许阿鲁于1850年间开发永平新港这段历史就渐渐遭人遗忘。
今天的永平拉美士鲁一英里左边，有条亚鲁路的设立，纪念潮州港主当年的开埠功勋。
当年的永平旧新港路，经过大河头(拉美士路与巴罗路岔口），绕着目前的永平中华义山后面，经过亚鲁路，才辗转来到永平警察局，跟永平旧马路衔接。当时，亚鲁路相当重要。
1925年，永平至巴罗公路通车。
1930年，永平通往拉美士公路通车以后，旧路就被居民放弃使用；大家都采用永平东方花园前面这条笔直，通往巴罗、昔加末的新路。

### 大蕭條時期
在1929年左右發生的經濟大蕭條連帶也影響了樹膠的價值，當時的橡胶价值在1933年跌破每擔3元5角的價格。由於大多數的永平人是橡胶种植业者，國際膠價的下滑直接影响人們的生活，許多人在開墾了土地之後陷入無法償還申請地契所需的費用，同時政府嚴令追索地稅，逼使人們瞬間陷入了財務困境。迫于無奈，一些地主便向一些專門從事借貸生意的遮地貸款，作為暫時的周轉資金。
在1934年初，政府接受各籍貫地主展期繳付地稅的请求，同时实施了固本制以津贴地主们的生活费，政府依据一亩地750元的比例分发固本津贴。當柔佛州蘇丹推行新的土地政策后，許多鄉民們因此得到先耕後付的土地，當時有一部分的土地位於現今「Ladang Yong Peng」地区。
在世界經濟蕭條的時候，幾位地方領袖发起组织经纪公司，負責協調當地的地主與英国的牙直利（Guthrie）集团進行土地交易，1934年，牙直利公司成功收購了除了大路旁一英里的土地外8千餘畝的橡胶园。在那8千餘畝的橡胶园中，有超過95%的土地是属于福州人的，在當時，有8百余家福州人居住在那些土地上，土地被收購以及典當后導致許多人失去了賴以生存的地方，以致大約80%的居民約5~6百家決定返回福州發展，餘下的則選擇在馬來亞落地生根。
牙直利公司收購成功之後，便把收購到的園坵交由承包商負責，牙直利公司將園坵交由福州人承包Ladang A、廣西人承包Ladang B和Ladang C；在當時的社會風氣，很自然的個別籍貫的承包商首先考慮自己的同鄉，這也是造成現今新港和新立村的廣西人人口增加。

### 二戰時期
1937年7月7日卢沟桥事变后，日本对中华民国展开全面的侵略，并于同年12月13日占领南京，带走了重要的侨务档案，其中记载着东南亚华侨的捐赠名单。因此日军对于海外华侨捐款协助中国抗战，以及南洋华侨机工服务团回返中国参与抗战之事迹知之甚详，把东南亚华侨视为敌性华侨。日军于1942年2月16日占领新加坡，随既马来亚半岛也同时宣告沦陷。基於位置處於戰略性地點，永平變成了兵家必爭之地，至1945年8月中旬日军投降为止。
根据邱炳顺讲述，1941年，飞机不停地从天空轰炸，不久，日本军的脚车队就来到永平。黄瑞美和杨清发补充说，当年，永平的抗日筹赈会以卖花和收取树胶月捐（按胶园面积大小缴纳），向居民筹募抗日资金，支持中国抗日。筹赈活动自1937年开始，1941年结束。杨吉阳则回忆，日军轰炸时，老街场整条街的亚答屋全部被焚烧。黄瑞美还说，日据时期，日本人把平群学校改为日语学校。
永平福州会馆则成立于1928年，永平中华公会成立于1939年。
根据永平新港地方议会主席余祖南2022年9月4日回忆，日本打来时候，永平桥被英军炸毁，以便阻断日军前进。
日本军侵略永平时，永平老街场居民都纷纷逃到附近的山芭里躲藏，以务农为生。
公历1942年2月28日或农历正月十四，日军在马九港一举杀害本坡居民500多人。据说，日军当天先在拉美士路设立路障，然后把居民一个个赶上罗里，载到拉美士四英里半，离路口半里处的斜坡上展开杀戒。当年，坐落在永平拉美士路四英里半处的聚落叫马九港（靠近永平南利新村地方），是港主梅洪杰1884年开拓的地方。在更久远的年代，那地方叫和盛港。
此外，附近的巴力安宁也发生几起日军屠杀华裔事件，伤亡严重。
根据南洋商报1995年8月30日刊登的《永平华裔殉难史》，日据时期，永平及附近地方发生过的多次屠杀，被害居民共多达千余人。
据说，当时的永平抗日军约有百多人，以游击战对抗日军。抗日期间，他们获得英国殖民政府提供枪械。
日军投降以后，抗日军努力争取合法政治地位，唯不获英国人首肯。抗日军因此转入森林，继续跟英国殖民政府对抗。

### 緊急時期
戰後，英國继续統治了馬來亞。然而，因为马来亚共产党动用武力寻求国家独立，英国政府在1948年实行了緊急法令，而永平在那时列入了黑名單，也成了全马五大黑區中的其中之一，這個地區的人民紛紛被逼遷移。
第一次迁移是在1950年9月發生，英政府規定的集聚地是在新港、南利和永平。馬口港的村民被遷移到永平；拉美士路七英里和八英里的村民被遷移到南利，四英里半的村民迁移到永平；新港路九英里和六英里的村民被遷移到新港，四英里半的村民迁移到永平。在第一次的迁移中，殖民政府限定村民必须在10天內完成迁移并以4个家庭为一个居住单位，村民必須自行建屋在規定的地方，建築材料也必须自己解決，當時的迁移集中地点位于老街場一帶和永平大馬路，第二次的迁移集中地点是在現在的永平二馬路，第三次的迁移促使了林依伍路、吉祥路、安平路、安老院路等的出現。在经过后来的调整后，本來一個單位四個家庭只保留一個家庭，其他的三個家庭移到其他分配的地方。在迁移後，南利采取村长委任制；新港是採用地方議會制的方式，直到1970年代后才改用村長委任制；永平是由林依伍領導，南利是由林生應出任。
在戒严期间，为了进一步打击马共，使到他们得不到居民们的食物支援，在1956年8月实行大锅饭政策。在这项政策之下，每户人家不得自己烹煮食物，每家必须以人口登记米牌，每天在規定的时间和地点持着米牌与饭锅去取饭。戒严时期時，人民到园里耕种的时候，必须经过关卡的检查，确保没有携带多余的物资协助馬共。居民们白天在新村内的活动并没有受到太大的限制，到了夜晚则必须待在家中，而出外耕种的园主也必须在特定的时间内回返新村，否则就会被当作共产党员对待。
紧急法令在1960年正式结束。

### 獨立前後
英殖民地政府驻马来亚聯合邦欽差大臣鄧普勒將軍在五次巡視永平后主張把永平升格為峇株巴轄分縣，并在1952年11月9日于永平華文小學大禮堂舉行升格仪式，新副縣公署開幕儀式由峇株縣長阿都拉·惹華主持，首任副縣長是阿都拉·亞里擔任。
在1952年间，英政府举行了全国性的选举，以为马来亚独立做出准备。当时永平地方议会选举是由联盟政府及劳工党参与竞选。竞选结果大多数的议席是由华人所担任，只有2名政府委任的马来裔议员与及1名印度裔议员。地方议会的竞选一直延续到1962年，因为印尼反对沙巴和砂拉越加入马来亚而进行的军事入侵导致社会局面紧张，地方议会改为委任制，从此不再进行投票竞选。
从1957年8月31日马来亚独立到1958年中，永平由黑区转为白区，永平居民于1958年8月31日为庆祝国庆及白区而大游行慶祝。
1979年9月1日，永平地方議會升格為峇株巴轄東區縣議會（马来语：Majlis Daerah Batu Pahat Timur），简称 MDBPT，及後又更名為永平縣議會（马来语：Majlis Daerah Yong Peng ），简称MDYP。

### 教育发展
永平一、二校之前身为平群学校，在1927年由当地的一批先贤程则乾、许得午、陈贤临、林勋山、王永官、余兴礼等发起创办平群学校，
校址就在本埠老街场山仔顶王永官园。于1927年4月1日开学，学生只有38人。首位董事长为程则乾先贤，首位校长则是游允贞。
1942年至1945年8月，由于第二次世界大战，日军侵占马来亚，平群学校深受影响，因而被迫关闭停办。
1946年战后，地方华教开始复兴。
战前，永平区华校原本到处林立，红毛山有益智学校；巴罗路有四英里的建国学校；六英里的大同学校及新港的华侨公学；拉美士路有二英里的竞南学校、圣保罗学校；四英里的兴中学校；八英里的兴华学校；亚依淡路有侨民学校及在麻坡路的兴亚学校。
所有的学校都因为1942年2月日军的侵入而被迫关闭。
至1946年光复，孩子有机会重新回到学校上课。
当年除了大同、兴亚、圣保罗和益智四校停办外，平群学校与其他各校均先后复办。同年，由前中华公会会长黄芳奎提倡合并，组永平华侨公学联合董总部，1946统筹统办，取消原有校名。简称一小（平群），余者二小（华侨）、三小（竞南）、四小（兴中）、五小（兴华）、六小（侨民）、七小（建国）及各大园内四所分校。
黄芳奎是知名福州教育家，中国齐鲁大学毕业，在马来亚各地教过书，做过校长。他当年的宏愿是在永平开办公立学校，学生一概免缴学费。
斯时，总校共有35名教职员，一千四百多名学生，每月开支高达六千元。经过两年四个月的统筹统办，卒因环境不允许，宣告解散，而各校也
恢复原名，各自为政。1948年，一小因此恢复旧有校名—平群学校。
黄芳奎战后担任过一届永平福州会馆复会后主席。后来，他前去新加坡教书。1961年，他出任新加坡中正总校校长，直到1967年退休。
1951年7月紧急法令实施，英国殖民地政府把各地村民聚集搬迁到新村去。政府当局以永平警署为中心，废除老街场，代之以向亚依淡路发展之新街场，开辟新村。平群学校亦随环境之变迁，迁建于新村现址。董事部依据当时迁建计划，呈报峇株巴辖总移民官埃比氏。拆除校舍获得新村建校津贴。总共斥资十五万一千一百二十令吉三十八仙重建现在的校舍。
1952年5月30日，特请峇株巴辖县行政长官MR. D. I. GOODWIN 为峇都英氏奠基，至8月杪完成18间教室、一座大礼堂，及16间的教师宿舍。
1952年6月23日，奉教育局训令，以地方名为校名，遂于第三学期改为永平学校。
而永平附近的南利新村在教育上，是要到1951年初才开始发展。1950年，英政府把邻近的村民迁至南利新村。当时人心惶惶，村民只顾建立新家园，未能虑及教育问题。因校舍未能及时完成，而暂向永南公司借用工人的空房子来上课，一切应简就陋。1951年，村民林应生、刘仙叶、黄春成及许双永等有鉴于学习的重要性，乃去函政府申请办学，并向村民及附近乡镇的热心人士发起捐款活动。在这时候，永平的学校开始开课，永平学校也就此成立。
永平的学校包含永平一二校 （SJK (C) Yong peng 1&2）、新港华小（SJK (C) Kangkar Bahru）、永平南利华小（SJK (C) Lam Lee）、永平国中（SMK Yong Peng）、拿督昔国中（SMK Dato' Seth）和永平中学（英文：Yong Peng High School），或称永平独中。

## 近年發展
到了1980年代中期，在人造膠大型普遍的衝擊下，橡膠頓時失去了它原有的價值，永平的園主們開始把橡膠園改種油棕、可可、咖啡等。而在那個時候，輕工業也開始進入永平，當時峇株被稱為大馬紡織城，與峇株相鄰的永平自然也受其惠，有不少紡織公司到永平去開設分廠。繼紡織業進軍永平後，在1990年代，電子業也伸入了永平的經濟競爭中。持續至今，紡織業與電子業仍是永平重要經濟活動之一。
邁入21世紀以後，永平房地產業蓬勃發展，花園住宅區如雨後春筍般湧現。因為永平擁有兩個南北大道出入口的便利，往返新山和馬六甲都在一個小時左右，加上相對較低的消費水平，所以在這兩個地方的上班族都可以選擇永平來置業。所以，近幾年永平的花園住宅區十分受人歡迎，不少外地人在這裡購買房子，原有的事業也因為新移民而有新氣象。
永平的交通四通八達，由于永平擁有兩個南北大道收費站，即永平北和永平南（只能往南方向），两个出入口通往吉隆坡和新山，使得永平成為四通八達的市鎮。购物方面，永平镇的面积虽然并非很大，但是有宜康省（ECONSAVE），大吉超市（Target Supermarket），Eco-Shop，和尼华娜（NIRWANA）。当地的7-11（英文：Seven-Eleven）的便利店 也随处可见。

美食方面，因为永平人口主要是福州籍华人，因而美食是以福州式为主。当地的美食包括福州鱼圆、福州炒面、福州糕点、红槽酒鸡、福州海鲜羹、福州肉和福州饼卷等都是深具当地古早味的福州传统美食。
1. ↑  參見：東方日報——雷子健：永平潮州原鄉情 （页面存档备份，存于）
2. ↑  參見：東方日報——雷子健：永平潮州原鄉情 （页面存档备份，存于）
3. ↑  見：PDF 馬來西亞柔佛潮州人的開墾與拓殖
—以“搜集柔佛潮人史料合作計劃”成果輪速 （页面存档备份，存于）

## 旅游景点

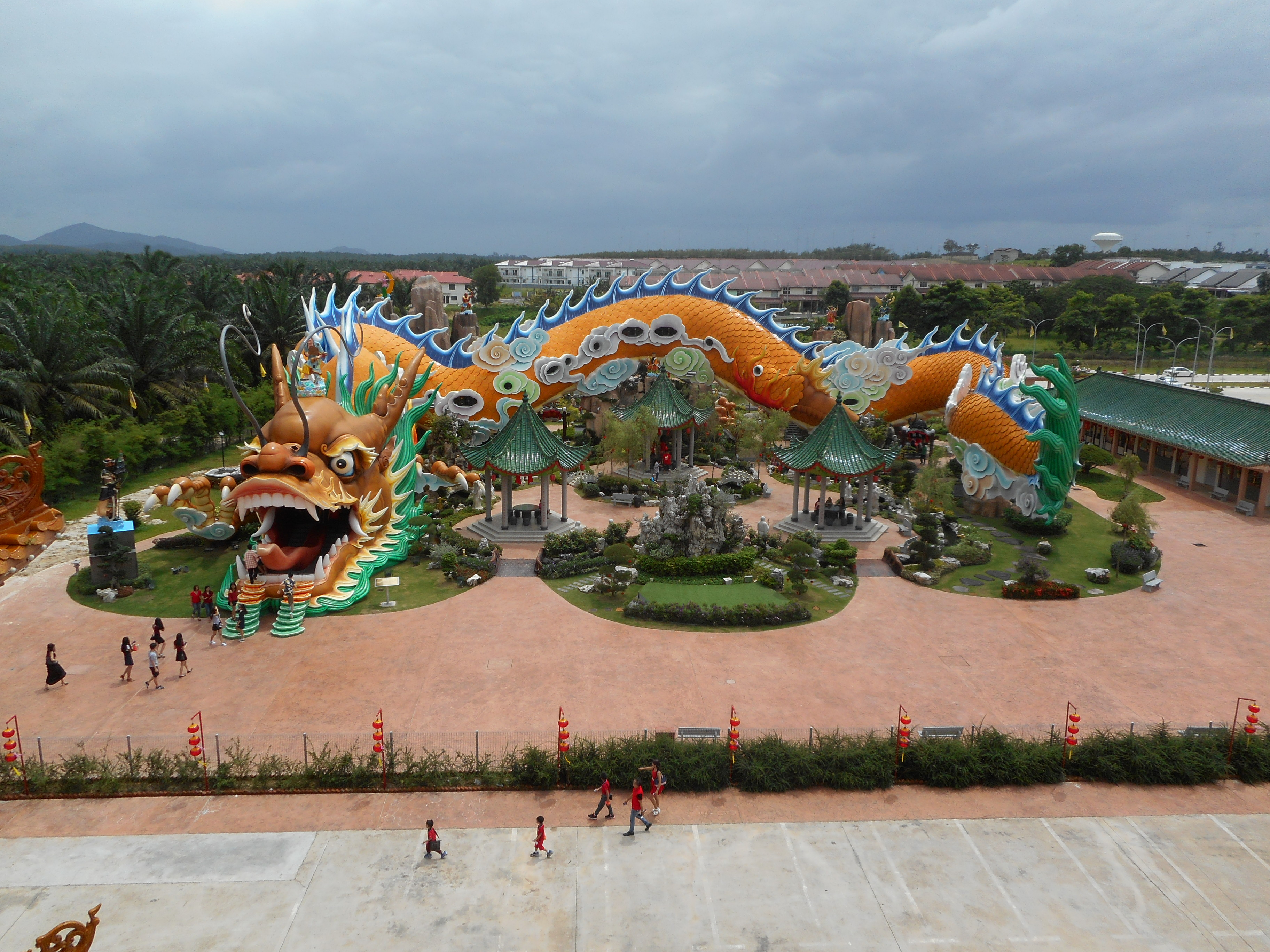
转运祥龙